# エベン・バイヤーズ
エベニーザー・マクバーニー・"エベン"・バイヤーズ (Ebenezer McBurney "Eben" Byers、1880年4月12日 - 1932年3月31日)は、アメリカ合衆国のソーシャライト、アマチュアゴルファー、実業家。1906年の全米アマチュアゴルフ選手権で優勝している。
1930年代初頭に、水にラジウムを溶解させたラディトール（Radithor）という特許薬を服用し、放射線が原因と推定される複数の癌での死去によっても知られている。

## 生涯
実業家であったアレグザンダー・バイヤーズ (Alexander Byers)の息子として誕生。セント・ポールズ・スクールとイェール大学を卒業した。そこでバイヤーズは、アスリートとして、また非常に強いリビドーを持っているということで評判だった。全米アマチュアゴルフ選手権に出場しており、1902年と1903年に準優勝を記録した後、1906年にカナダのジョルジュ・リヨンを破って優勝を果たしている。バイヤーズは、最終的に父親が創設したジラード・アイアン・カンパニー (Girard Iron Company)の会長に就任した。
1927年、バイヤーズは寝台車のベッドから転落し、腕を負傷した。腕の痛みは快方に向かうことなく、長期間にわたって続くことから、診察を担当したチャールズ・モイヤー医師はウィリアム・J・A・ベイリー (William J. A. Bailey)が製造した特許薬であるラディトール (Radithor)の服用を提案した。ハーバード大学を中退したベイリーは、医学博士を詐称したうえで、内分泌系を刺激すると騙ったラジウム水溶液の販売で成功を収めていた。彼は、処方した分のうち6分の1相当のキックバックを医師に渡していた。
その効能を信じたバイヤーズは、1930年10月に使用を中止するまでラディトールを1日3回、計約1,400回も服用し、更には友人や自身の馬にも与えていた。2年後、バイヤーズは体重の減少と激しい頭痛に悩まされるようになり、次第に歯が抜け落ち始めた。1931年、連邦取引委員会はバイヤーズに、自身の経験について証言する様に依頼したものの、その身体が既に長距離の移動に耐えられる状態に無かったため、自宅での事情聴取のために弁護士を派遣した。この弁護士は、バイヤーズの状態について、「2本の前歯を除く上顎全体、そして下顎のほとんどが失われていた」、更に「彼の身体の残る骨組織は全て崩壊しつつあり、実際に頭蓋骨には穴が開いていた」と報告している。
1932年3月31日、ニューヨーク市マンハッタンでバイヤーズは死去。死因は当時の用語で「放射線中毒 (radiation poisoning)」とされた。ただし、この死因は現代における急性放射線症候群を意味せず、実際には癌によるものであった。彼は、鉛で裏打ちされた棺の中に入れられ、ペンシルベニア州ピッツバーグのアレゲニー墓地に埋葬された。

## 死後
バイヤーズの死は広く報道され、放射線を用いた「治療法」の危険性に対する一般市民の認識を高めることになった。
連邦取引委員会は、ベイリーの行っている事業について、「ラディトール (Radithor)の効能について、これまで行われた様々な宣伝を取りやめ、加えてラディトールが無害であると宣伝することを止める」様に命令を発出した。ベイリーは、後にニューヨークに「ラジウム研究所 (Radium Institute)」を設立し、放射性ベルトクリップ、放射性文鎮、水に放射性を持たせる手法の販売を行い、1949年に死去するまで裕福な日々を送った。
1965年にバイヤーズの墓が掘り起こされた後、マサチューセッツ工科大学の物理学者・ロブリー・D・エヴァンスは、バイヤーズが摂取したラジウムは、合計で約1,000マイクロキュリー（1,000μCi）に達すると推計した。

## 成績

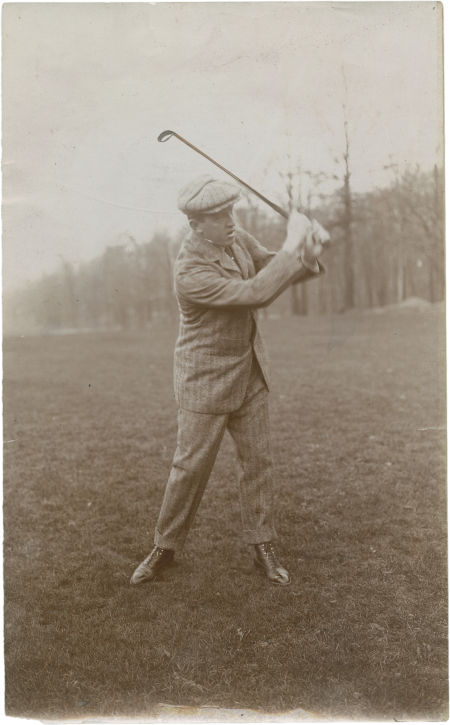
ゴルフをプレーするバイヤーズ（1920年から1922年の間に撮影）

### アマチュア選手権優勝
| 年   | 大会                       | スコア | 準優勝者           |
| ---- | -------------------------- | ------ | ------------------ |
| 1906 | 全米アマチュアゴルフ選手権 | 2 up   | ジョルジュ・リヨン |

### アマチュア選手権戦績
| 大会                       | 1900 | 1901 | 1902 | 1903 | 1904 | 1905 | 1906 | 1907 | 1908 | 1909 |
| -------------------------- | ---- | ---- | ---- | ---- | ---- | ---- | ---- | ---- | ---- | ---- |
| 全米オープン               | DNP  | DNP  | DNP  | DNP  | DNP  | DNP  | DNP  | DNP  | CUT  | DNP  |
| 全米アマチュアゴルフ選手権 | R16  | R16  | 2    | 2    | R16  | QF   | 1    | SF   | QF   | DNP  |
| 全英アマチュアゴルフ選手権 | DNP  | DNP  | DNP  | DNP  | R32  | DNP  | DNP  | R128 | DNP  | DNP  |

| 大会                       | 1910 | 1911 | 1912 | 1913 | 1914 | 1915 | 1916 | 1917 | 1918 | 1919 |
| -------------------------- | ---- | ---- | ---- | ---- | ---- | ---- | ---- | ---- | ---- | ---- |
| 全米アマチュアゴルフ選手権 | R32  | R32  | R32  | R16  | R16  | R32  | R32  | NT   | NT   | DNQ  |
| 全英アマチュアゴルフ選手権 | DNP  | DNP  | DNP  | DNP  | DNP  | NT   | NT   | NT   | NT   | NT   |

| 大会                       | 1920 | 1921 | 1922 | 1923 | 1924 | 1925 | 1926 |
| -------------------------- | ---- | ---- | ---- | ---- | ---- | ---- | ---- |
| 全米アマチュアゴルフ選手権 | DNQ  | DNP  | DNP  | DNP  | DNP  | DNP  | DNQ  |
| 全英アマチュアゴルフ選手権 | DNP  | DNP  | DNP  | DNP  | DNP  | DNP  | DNP  |

注記:バイヤーズは、マスターズ・トーナメントの創設前に死去しており、全英オープンには一度も出場しなかった。またアマチュアゴルファーであったため、全米プロゴルフ選手権に出場することもできなかった。
- NT = 大会が開催されなかった
- DNP = 未出場
- DNQ = マッチプレーの資格が無かった
- R256, R128, R64, R32, R16, QF, SF = マッチプレーで負けたラウンド
- "T"は同点を意味する
- 緑背景は優勝、黄色背景はトップ10入りを示す